# Beauvoir-Wavans
Pour les articles homonymes, voir Beauvoir.
Beauvoir-Wavans est une commune française située dans le département du Pas-de-Calais en région Hauts-de-France. Ses habitants sont appelés les Beauvoirois. La commune est membre de la communauté de communes du Ternois.

## Géographie

### Localisation
Localisée dans le sud du département du Pas-de-Calais et limitrophe du département de la Somme, Beauvoir-Wavans est une commune limitrophe d'Auxi-le-Château traversée par l'Authie, frontière avec la Somme, et située, à vol d'oiseau, à 45 km à l'ouest de la commune d’Arras (chef-lieu d'arrondissement et préfecture du Pas-de-Calais).
Le territoire de la commune est limitrophe de ceux de sept communes, dont quatre, Béalcourt, Frohen-sur-Authie, Maizicourt et Saint-Acheul dans le département de la Somme.
Les communes limitrophes sont Nœux-lès-Auxi, Auxi-le-Château, Villers-l'Hôpital, Béalcourt, Frohen-sur-Authie, Maizicourt et Saint-Acheul.

### Géologie et relief
La superficie de la commune est de 9,49 km2 ; son altitude varie de 32  à   128 mètres.

### Hydrographie
Le territoire de la commune est situé dans le bassin Artois-Picardie.
Le territoire communal est drainé par trois cours d'eau :
- l'Authie, d'une longueur de 108,18 km, qui prend sa source dans la commune de Coigneux, située dans le département de la Somme, et qui se jette dans la Manche entre les communes de Berck et de Fort-Mahon-Plage[4] ;

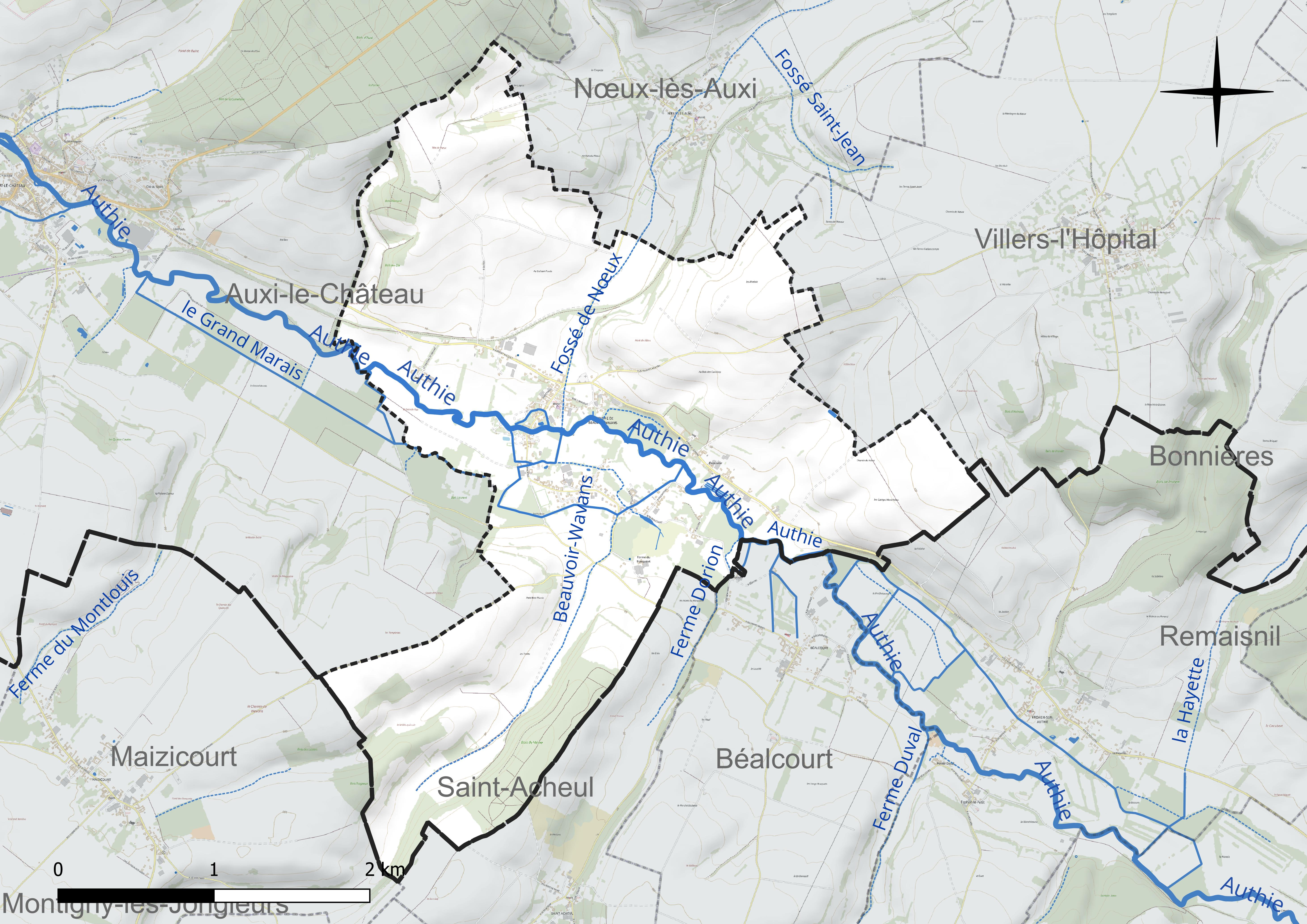
Réseau hydrographique de Beauvoir-Wavans.

- le grand marais, d'une longueur de 3,13 km[5] ;
- le Beauvoir-Wavans, d'une longueur de 2,15 km[6] ;
- la Ferme Dorion, d'une longueur de 1,39 km[7].

### Paysages
Pour un article plus général, voir Paysage en France.
La commune s'inscrit dans les « paysages du val d’Authie » tels qu'ils sont définis dans l'atlas de paysages de la région Nord-Pas-de-Calais, conçu par la direction régionale de l'Environnement, de l'Aménagement et du Logement (DREAL),.
les « paysages du val d’Authie », qui concernent 83 communes, se délimitent : au sud, dans le département de la  Somme par les « paysages de l'Authie et du Ponthieu », dépendant de l'atlas de paysages de la Picardie et au nord et à l'est par les « paysages du Montreuillois », les « paysages du Ternois » et les « paysages des plateaux cambrésiens et artésiens ». Le caractère frontalier de la vallée de l'Authie, aujourd’hui entre le Pas-de-Calais et la Somme, remonte au Moyen Âge où elle séparait le royaume de France du royaume d'Espagne, au nord.
Le coteau nord est escarpé alors que le coteau sud offre des pentes plus douces. À l'ouest, l'Authie s'ouvre sur la baie d'Authie, typique de l'estuaire picard, et se jette dans la Manche. Avec son vaste estuaire et les paysages des bas-champs, la baie d'Authie contraste avec les paysages plus verdoyants en amont.
L'Authie, entaille profonde du plateau artésien, a créé des entités écopaysagères prononcées avec un plateau calcaire dont l'altitude varie de 100  à   163 m qui s'étend de chaque côté du fleuve. L'altitude du plateau décline depuis le pays de Doullens, à l'est (point culminant à 163 m), vers les bas-champs picards, à l'ouest (moins de 40 m). Le fond de la vallée de l'Authie, quant à lui, est recouvert d'alluvions et de tourbes. L'Authie est un fleuve côtier classé comme cours d'eau de première catégorie où le peuplement piscicole dominant est constitué de salmonidés. 
L'occupation des sols des « paysages du val d'Authie » est composée pour 69,48 % en cultures, 15,34 % en prairies naturelles, permanentes, 7,79 % en forêts et milieux semi-naturels, 5,04 % en espaces artificialisés avec principalement les communes d'Auxi-le-Château et Doullens, 1,11 % en cours d'eau et plans d'eau, 0,87 % en peupleraies et 0,37 % en espaces industriels.

### Climat
Pour des articles plus généraux, voir Climat des Hauts-de-France et Climat du Pas-de-Calais.
En 2010, le climat de la commune est de type climat océanique altéré, selon une étude du CNRS s'appuyant sur une série de données couvrant la période 1971-2000. En 2020, Météo France publie une typologie des climats de la France métropolitaine dans laquelle la commune est exposée à un climat océanique et est dans la région climatique Côtes de la Manche orientale, caractérisée par un faible ensoleillement (1 550 h/an) ; forte humidité de l’air (plus de 20 h/jour avec humidité relative > 80 % en hiver), vents forts fréquents.
Pour la période 1971-2000, la température annuelle moyenne est de 10,5 °C, avec une amplitude thermique annuelle de 13,5 °C. Le cumul annuel moyen de précipitations est de 830 mm, avec 12,3 jours de précipitations en janvier et 8,7 jours en juillet. Pour la période 1991-2020, la température moyenne annuelle observée sur la station météorologique la plus proche, située sur la commune de Bernaville à 10 km à vol d'oiseau, est de 10,4 °C et le cumul annuel moyen de précipitations est de 877,3 mm,. Pour l'avenir, les paramètres climatiques de la commune estimés pour 2050 selon différents scénarios d'émission de gaz à effet de serre sont consultables sur un site dédié publié par Météo France en novembre 2022.

### Milieux naturels et biodiversité

#### Zones naturelles d'intérêt écologique, faunistique et floristique
L’inventaire des zones naturelles d'intérêt écologique, faunistique et floristique (ZNIEFF) a pour objectif de réaliser une couverture des zones les plus intéressantes sur le plan écologique, essentiellement dans la perspective d’améliorer la connaissance du patrimoine naturel national et de fournir aux différents décideurs un outil d’aide à la prise en compte de l’environnement dans l’aménagement du territoire.
Le territoire communal comprend une ZNIEFF de type 1 : les bois de la Justice, bois d'Auxi-le-Château et pâture Mille trous qui couvrent 1 518 hectares. Cette ZNIEFF se répartit sur les communes d'Auxi-le-Château, Buire-au-Bois, Nœux-lès-Auxi et Beauvoir-Wavans.
et une ZNIEFF de type 2 : la moyenne vallée de l’Authie et ses versants entre Beauvoir-Wavans et Raye-sur-Authie. Cette ZNIEFF de la moyenne vallée de l’Authie comprend une organisation paysagère régulière avec le fond de vallée humide, des versants calcaires, pentes boisées et hauteurs cultivées.

Carte des ZNIEFF de type 1 et 2 sur la commune
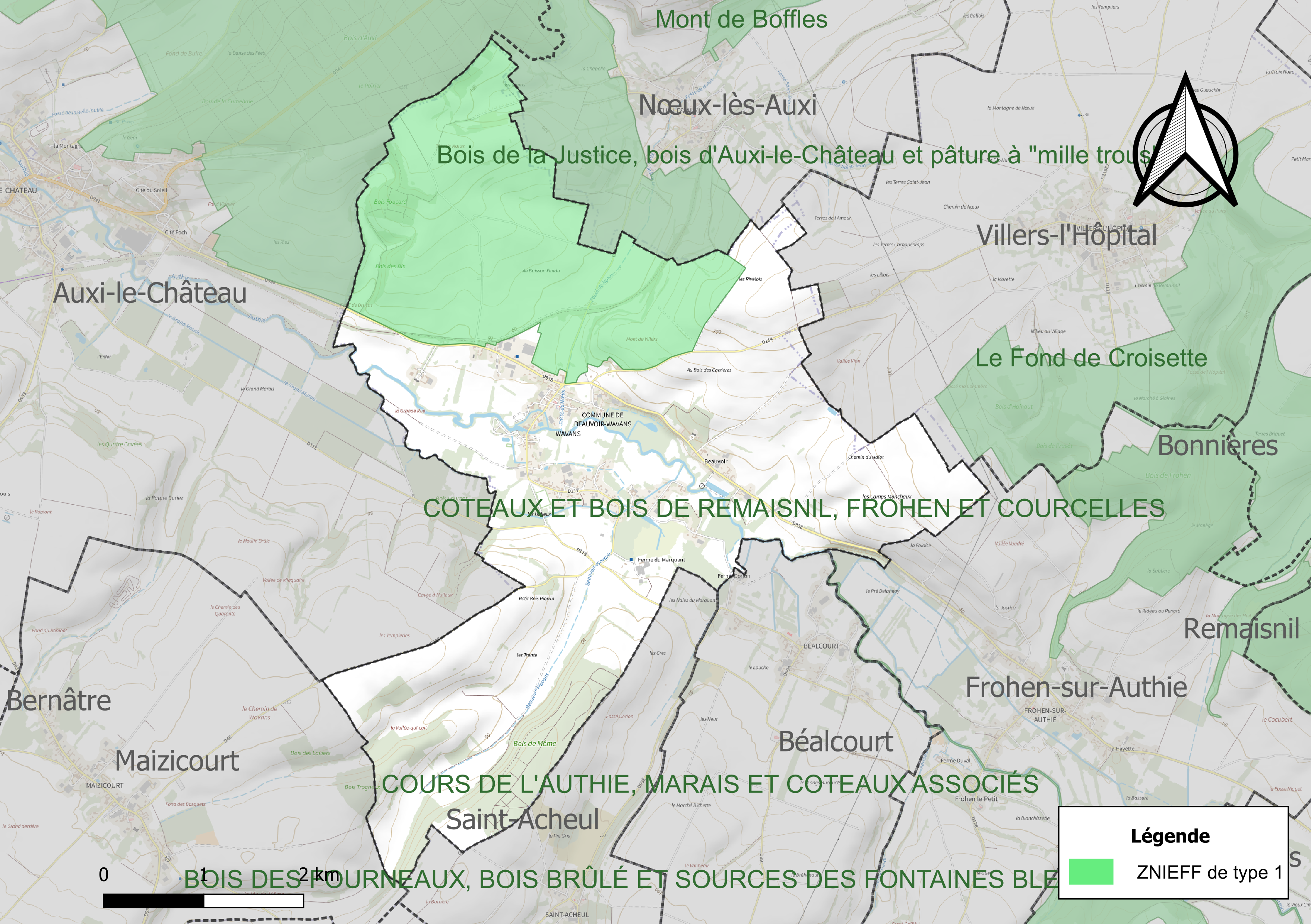
Carte de la ZNIEFF de type 1 sur la commune.
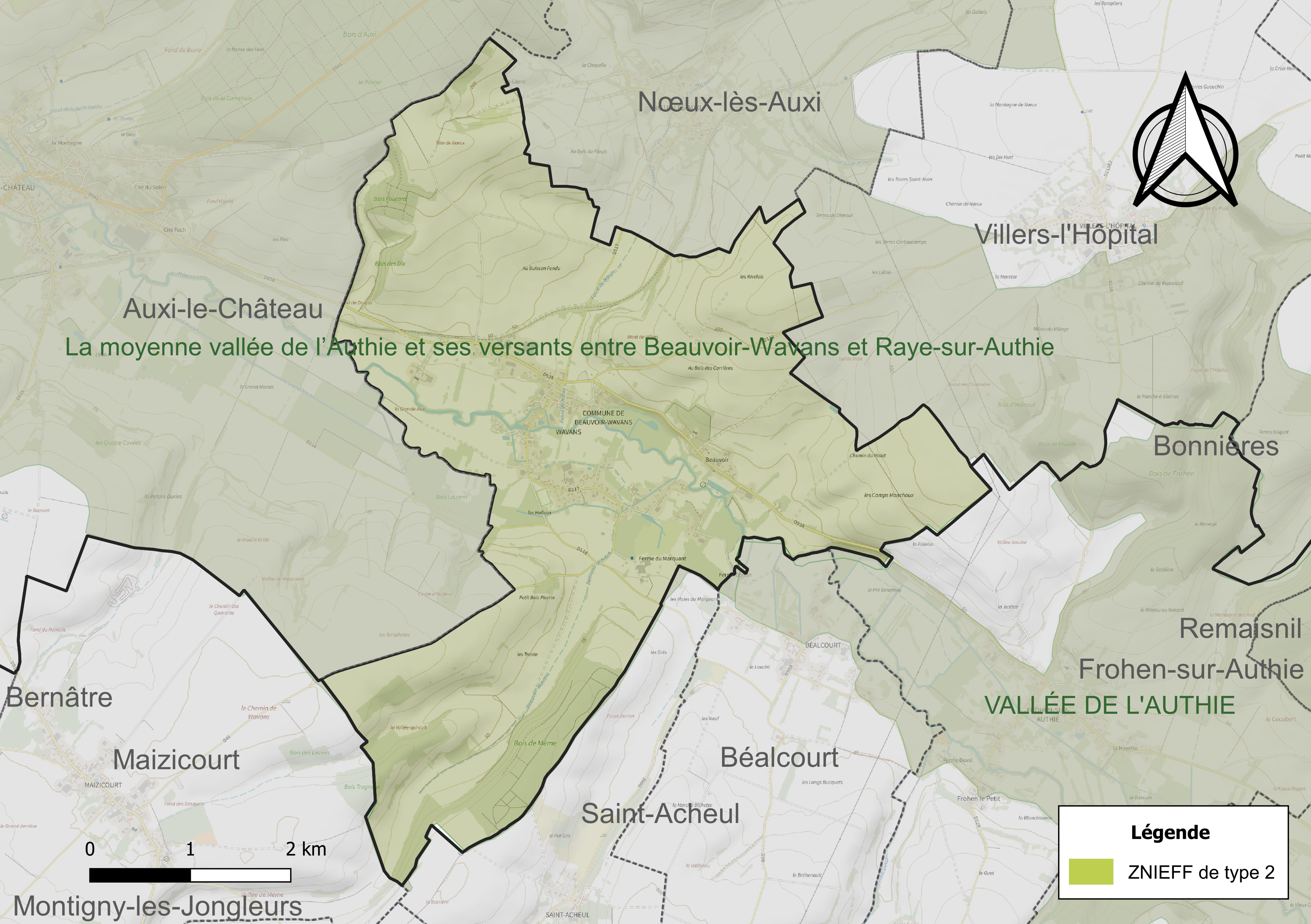
Carte de la ZNIEFF de type 2 sur la commune.

#### Site Natura 2000
Le réseau Natura 2000 est un réseau écologique européen de sites naturels d’intérêt écologique élaboré à partir des directives « habitats » et « oiseaux ». Ce réseau est constitué de zones spéciales de conservation (ZSC) et de zones de protection spéciale (ZPS). Dans les zones de ce réseau, les États membres s'engagent à maintenir dans un état de conservation favorable les types d'habitats et d'espèces concernés, par le biais de mesures réglementaires, administratives ou contractuelles.
Sur la commune, un site Natura 2000 de type B est défini en site d'importance communautaire (SIC) : les pelouses, bois, forêts neutrocalcicoles et système alluvial de la moyenne vallée de l'Authie, d’une superficie de 115 hectares et d'une altitude variant de 17  à   138 mètres.

## Urbanisme

### Typologie
Au 1er janvier 2024, Beauvoir-Wavans est catégorisée commune rurale à habitat dispersé, selon la nouvelle grille communale de densité à sept niveaux définie par l'Insee en 2022.
Elle est située hors unité urbaine et hors attraction des villes,.

### Occupation des sols
L'occupation des sols de la commune, telle qu'elle ressort de la base de données européenne d’occupation biophysique des sols Corine Land Cover (CLC), est marquée par l'importance des territoires agricoles (86,3 % en 2018), une proportion sensiblement équivalente à celle de 1990 (86,1 %). La répartition détaillée en 2018 est la suivante : 
terres arables (65 %), zones agricoles hétérogènes (13,2 %), forêts (8,8 %), prairies (8,1 %), zones urbanisées (4,9 %). L'évolution de l’occupation des sols de la commune et de ses infrastructures peut être observée sur les différentes représentations cartographiques du territoire : la carte de Cassini (XVIIIe siècle), la carte d'état-major (1820-1866) et les cartes ou photos aériennes de l'IGN pour la période actuelle (1950 à aujourd'hui).

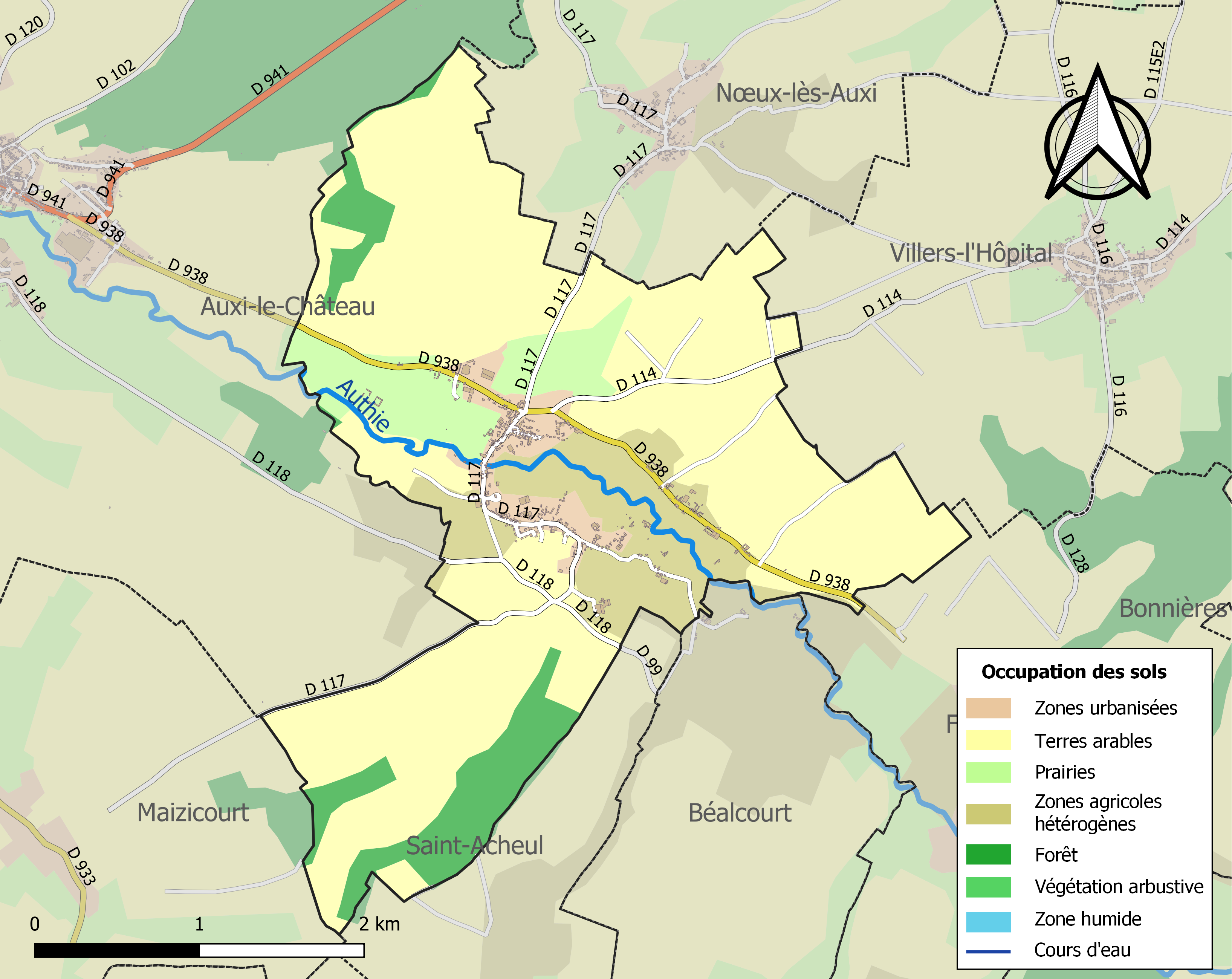
Carte des infrastructures et de l'occupation des sols de la commune en 2018 (CLC).

### Transports
Beauvoir-Wavans est traversé par la D938, principal axe de communication allant de Doullens à Auxi-le-Château.
Le village était autrefois desservi par une halte sur la Ligne de Fives à Abbeville, la fermeture de la section Frévent-Auxi-le-Château en août 1973 entraina la fermeture de la halte, une partie de la voie ferrée est désormais une voie verte allant d'Abbeville à Auxi-le-Château, la traverse du Ponthieu. Un prolongement est possible jusqu'à Saint-Pol-sur-Ternoise, toujours sur l'emprise de l'ancienne voie.
La localité est desservie par les autocars du réseau inter-urbain Trans'80, la ligne no 58 (Auxi-le-Château - Doullens), le jeudi et le samedi, jours de marché.

## Toponymie
Cette commune est née de l'union de deux communes en 1973 : Beauvoir-Rivière, qui se trouvait jusqu'alors dans la Somme et Wavans-sur-l'Authie qui, elle, appartenait au Pas-de-Calais.

### Beauvoir-Rivière
Le nom de la localité est attesté sous les formes Beauvoir en 1306 ; Beauvois Rivière en 1720 ; Beauvoir en Rivière en 1774; Beauvoir Rivière en 1793 ; Beauvoir-Rivière depuis 1801.

### Wavans-sur-l'Authie
Le nom de la localité est attesté sous les formes Vuavant , Wavanz, Vuavanz au XIIe siècle ; Wavans sur Autie en 1739 ; Wavan-Artois en 1790; Wavans en 1793 et 1801 ; Wavans-sur-l'Authie depuis 1948.

## Histoire
Jean de Beauvoir, seigneur sur la commune actuelle de Beauvoir-Wavans, trouve la mort à la bataille d'Azincourt en 1415.
L'archiviste départemental du Pas-de-Calais signale au préfet en 1894 qu'il a ramené aux archives avec l'accord du maire d'Auxi-le-Château 3 cartons d'archives du marais de Lannoy (datées de 1699 à 1791), « dont le pâturage était contesté par les habitants de Mézicourt et de Wavans ».

## Politique et administration

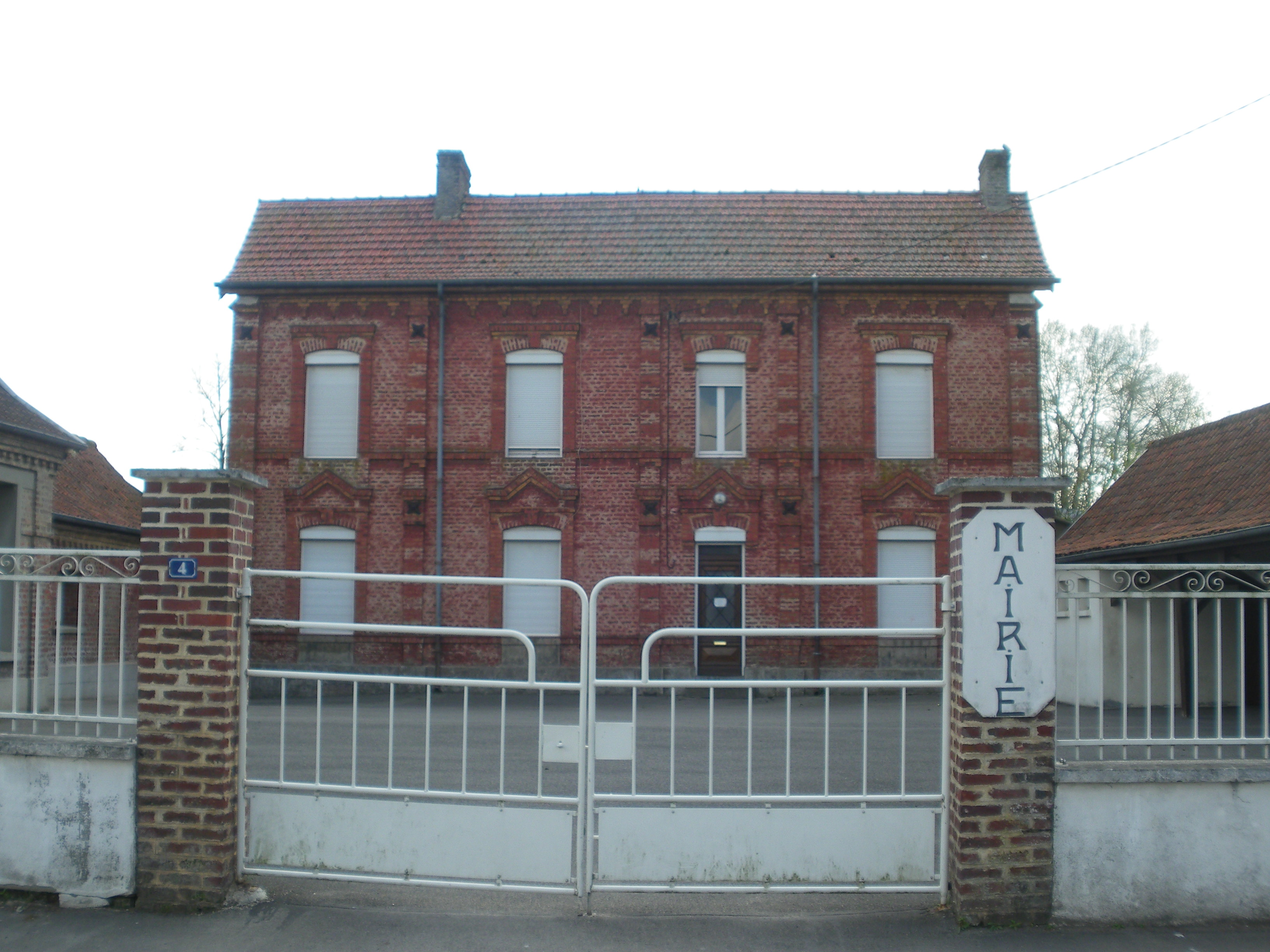
La mairie, en 2014.

### Découpage territorial
La commune se trouve dans l'arrondissement d'Arras du département du Pas-de-Calais.

#### Commune et intercommunalités
La commune faisait partie de la petite communauté de communes de l'Auxillois créée fin 1998.
Dans le cadre des dispositions de la loi portant nouvelle organisation territoriale de la République (Loi NOTRe) du 7 août 2015, qui prévoit que les établissements publics de coopération intercommunale (EPCI) à fiscalité propre doivent avoir un minimum de 15 000 habitants, le préfet du Pas-de-Calais a publié le 12 octobre 2015 un projet de schéma départemental de coopération intercommunale qui prévoyait diverses fusion d'intercommunalité. À l'initiative des intercommunalités concernées, la Commission départementale de coopération intercommunale (CDCI) adopte le 26 février 2016 un amendement à ce projet, proposant la fusion de : 

- la communauté de communes de l'Auxillois, regroupant 16 communes dont une de la Somme et 5 217 habitants ;

- la communauté de communes de la région de Frévent, regroupant 12 communes et 6 567 habitants ;

- la communauté de communes des Vertes Collines du Saint-Polois, regroupant 58 communes et 19 585 habitants ;

- la communauté de communes du Pernois, regroupant 18 communes et 7 114 habitants.
Le schéma, intégrant notamment cette évolution, est approuvé par un arrêté préfectoral du 30 mars 2016, et la communauté de communes du Ternois, dont la commune est désormais membre, est créée par un arrêté préfectoral du 30 août 2016 qui a pris effet le 1er janvier 2017. Cette communauté de communes regroupe 103 communes et compte 37 469 habitants en 2021.

#### Circonscriptions administratives
La commune fait partie depuis 1793 du canton d'Auxi-le-Château. Dans le cadre du redécoupage cantonal de 2014 en France, ce canton, qui intègre toujours la commune, s'accroit et passe de 26 à 84 communes.

#### Circonscriptions électorales
Pour l'élection des députés, la commune fait partie de la première circonscription du Pas-de-Calais.

### Élections municipales et communautaires

#### Liste des maires
| Période                                  | Période                        | Identité                                               | Étiquette | Qualité                                                                                  |
| ---------------------------------------- | ------------------------------ | ------------------------------------------------------ | --------- | ---------------------------------------------------------------------------------------- |
| Les données manquantes sont à compléter. |                                |                                                        |           |                                                                                          |
| 25 octobre 1843                          | 22 novembre 1874               | Joseph Augustin Ange de Beaulaincourt, Comte de Marles |           | Premier maire, nommé de 1843 à 1871, puis élu jusqu'en 1874                              |
| 20 mai 1900                              | 17 mai 1908                    | Florent Leclercq                                       |           |                                                                                          |
| 21 mai 1923                              | 19 mai 1935                    | Florent Leclercq                                       |           |                                                                                          |
| 19 mai 1945                              | 31 octobre 1947                | Maurice Leclercq                                       |           |                                                                                          |
| 14 mars 1971                             | mars 1987                      | Pierre Ponthieu                                        |           | Démissionnaire                                                                           |
| mars 1987                                | avril 2014                     | Danielle Riss                                          |           |                                                                                          |
| 4 avril 2014                             | 25 mars 2023,                  | Yvon Heudent                                           |           | Professeur de technologie au collège du Val-d’Authie à Auxi-le-Château, Mort en fonction |
| 25 mars 2023                             | 6 juin 2023                    | Pascal Leclercq                                        |           | Premier adjoint, maire par intérim                                                       |
| 6 juin 2023                              | En cours (au 17 novembre 2023) | Marc Foudrinier                                        |           |                                                                                          |

## Population et société

### Démographie

#### Évolution démographique
L'évolution du nombre d'habitants est connue à travers les recensements de la population effectués dans la commune depuis 1793. Pour les communes de moins de 10 000 habitants, une enquête de recensement portant sur toute la population est réalisée tous les cinq ans, les populations de référence des années intermédiaires étant quant à elles estimées par interpolation ou extrapolation. Pour la commune, le premier recensement exhaustif entrant dans le cadre du nouveau dispositif a été réalisé en 2008.

En 2022, la commune comptait 363 habitants, en évolution de −4,97 % par rapport à 2016 (Pas-de-Calais : −0,72 %, France hors Mayotte : +2,11 %).
| 1793 | 1800 | 1806 | 1821 | 1831 | 1836 | 1841 | 1846 | 1851 |
| ---- | ---- | ---- | ---- | ---- | ---- | ---- | ---- | ---- |
| 360  | 313  | 376  | 346  | 381  | 379  | 399  | 345  | 315  |

| 1856 | 1861 | 1866 | 1872 | 1876 | 1881 | 1886 | 1891 | 1896 |
| ---- | ---- | ---- | ---- | ---- | ---- | ---- | ---- | ---- |
| 356  | 332  | 327  | 300  | 290  | 312  | 303  | 304  | 294  |

| 1901 | 1906 | 1911 | 1921 | 1926 | 1931 | 1936 | 1946 | 1954 |
| ---- | ---- | ---- | ---- | ---- | ---- | ---- | ---- | ---- |
| 307  | 280  | 260  | 246  | 259  | 230  | 205  | 231  | 223  |

| 1962 | 1968 | 1975 | 1982 | 1990 | 1999 | 2006 | 2008 | 2013 |
| ---- | ---- | ---- | ---- | ---- | ---- | ---- | ---- | ---- |
| 238  | 216  | 392  | 401  | 409  | 397  | 391  | 389  | 394  |

| 2018 | 2022 | - | - | - | - | - | - | - |
| ---- | ---- | - | - | - | - | - | - | - |
| 378  | 363  | - | - | - | - | - | - | - |

#### Pyramide des âges
En 2018, le taux de personnes d'un âge inférieur à 30 ans s'élève à 28,3 %, soit en dessous de la moyenne départementale (36,7 %). À l'inverse, le taux de personnes d'âge supérieur à 60 ans est de 30,9 % la même année, alors qu'il est de 24,9 % au niveau départemental.
En 2018, la commune comptait 190 hommes pour 188 femmes, soit un taux de 50,26 % d'hommes, légèrement supérieur au taux départemental (48,50 %).
Les pyramides des âges de la commune et du département s'établissent comme suit.
| Hommes | Classe d’âge | Femmes |
| ------ | ------------ | ------ |
| 0,5    | 90 ou +      | 0,5    |
| 12,6   | 75-89 ans    | 12,8   |
| 17,9   | 60-74 ans    | 17,6   |
| 25,8   | 45-59 ans    | 20,7   |
| 20,0   | 30-44 ans    | 14,9   |
| 11,6   | 15-29 ans    | 13,3   |
| 11,6   | 0-14 ans     | 20,2   |

| Hommes | Classe d’âge | Femmes |
| ------ | ------------ | ------ |
| 0,5    | 90 ou +      | 1,6    |
| 5,6    | 75-89 ans    | 8,9    |
| 16,7   | 60-74 ans    | 18,1   |
| 20,2   | 45-59 ans    | 19,2   |
| 18,9   | 30-44 ans    | 18,1   |
| 18,2   | 15-29 ans    | 16,2   |
| 19,9   | 0-14 ans     | 17,9   |

## Équipements et services publics

### Enseignement
Les enfants de la commune sont scolarisés par un regroupement pédagogique intercommunal qui regroupe Nœux-lès-Auxi et Beauvoir-Wavans.

## Culture locale et patrimoine

### Lieux et monuments

#### Monument historique
- Le château de Beauvoir-Wavans est bâti en 1780, c'est un bâtiment de trois niveaux en calcaire et en brique, les communs étant eux construits essentiellement de blocs de calcaire. Le domaine est composé de deux pavillons, d'étables, de granges, ainsi qu'un vaste jardin et un bois. Lors de la Seconde Guerre mondiale, le château fut la Kommandantur du village et des lieux alentour. Le 2 février 2016 le château fait l'objet d'une inscription, en totalité, au titre des monuments historiques avec ses pavillons, l’ensemble de ses communs, le potager, la cour d’honneur, le parc avec ses allées et les murs de clôture avec leurs portails[50].

#### Autres lieux et monuments
- L'église Saint Vaast, construite au XIIe siècle et remaniée au XVIe siècle, classée au titre des monuments historiques en 1913[51],[52].
- Les deux monuments aux morts issus du regroupement des deux communes[53].

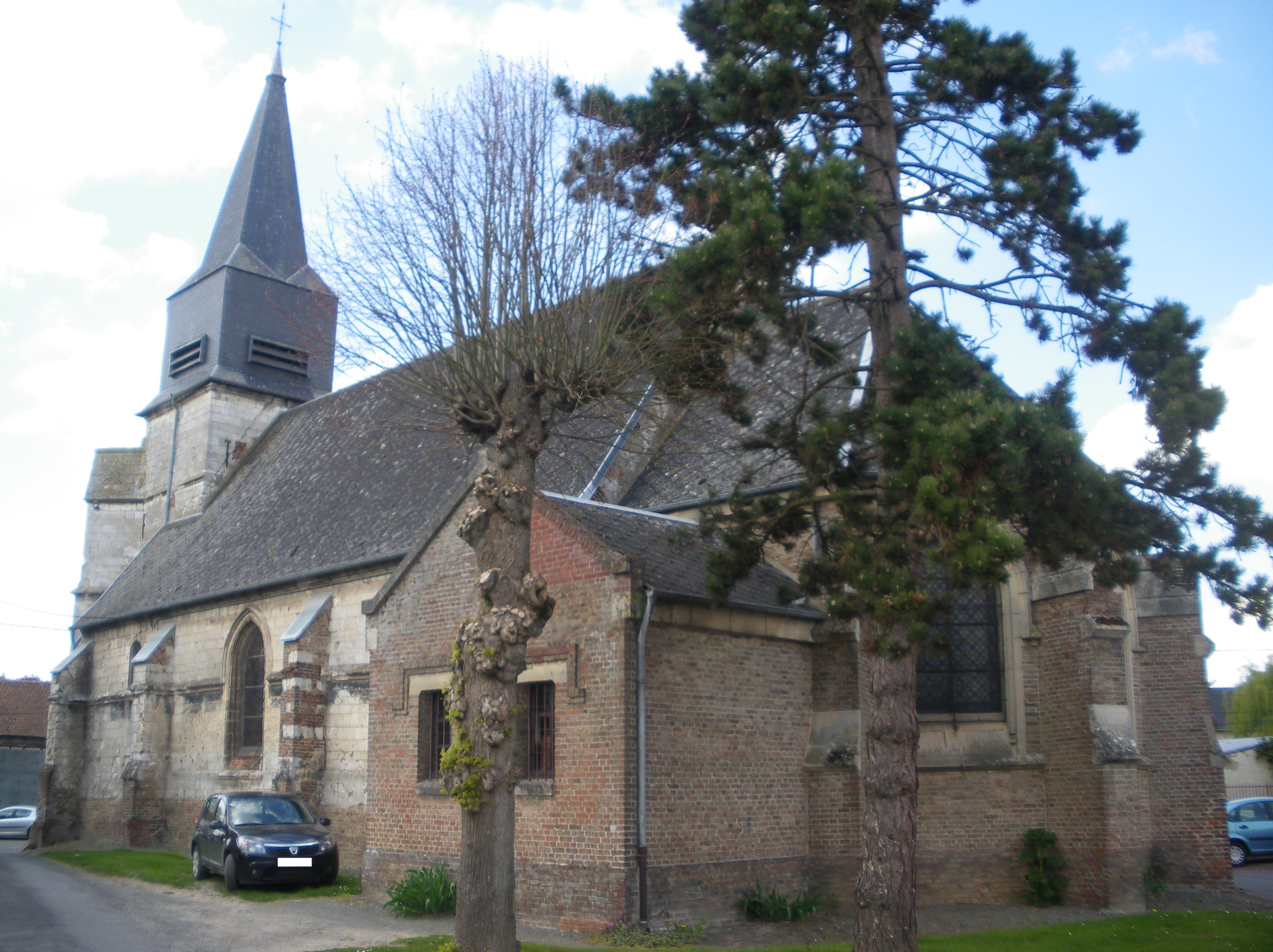
L'église Saint Vaast.
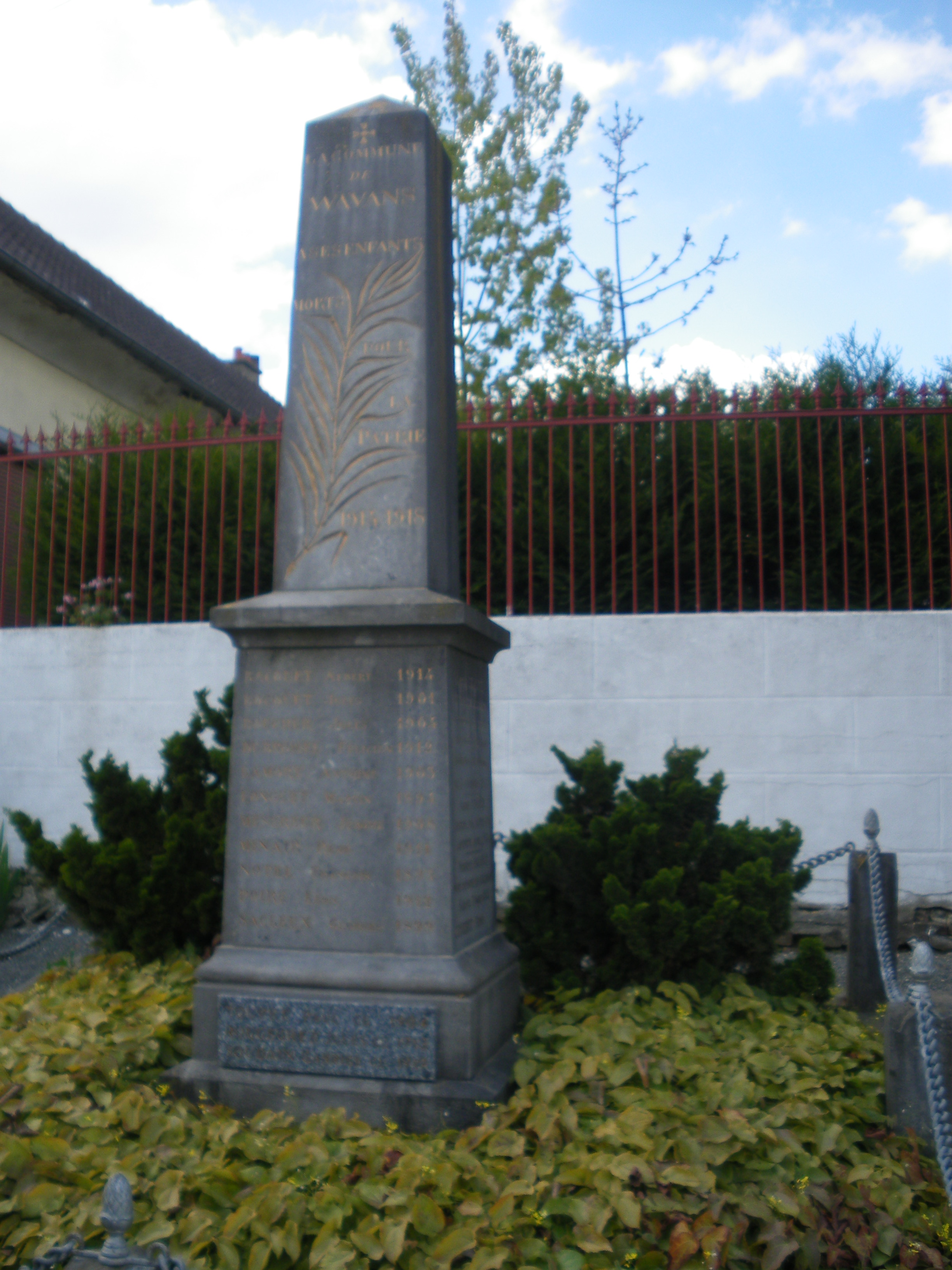
Le monument aux morts de Wavans.

### Personnalités liées à la commune
- Mary Floran (Abbeville, 1856 - Wavans, 1934), écrivain, auteur de romans sentimentaux et patriotiques.
- Alphonse Sagebien (Wavans, 1807 - Amiens, 1892), inventeur d'une roue hydraulique : la roue Sagebien.
- Marcel Lemoine (Bruay, 1901 - Wavans, 1944), mort pour la France, tué par les allemands en guidant les soldats britanniques pour la libération de Wavans[54].

### Héraldique
| Blason de Beauvoir-Wavans | Blason  | D'azur à deux léopards d'or, tachetés de sable, assis et adossés, les queues passées en redorte ; à la plaine ondée d'argent. |
| Blason de Beauvoir-Wavans | Détails | Le blason de la commune est directement inspiré de celui de la Famille de Beaulaincourt, la couronne a cependant été ôtée et une ondée d'argent a été ajoutée, symbolisant l'Authie Le statut officiel du blason reste à déterminer. |

## Pour approfondir